# (369813) 2012 HK53
(369813) 2012 HK53 es un asteroide perteneciente al cinturón de asteroides, descubierto el 29 de octubre de 2003 por el equipo del Spacewatch desde el Observatorio Nacional de Kitt Peak, Arizona, Estados Unidos.

## Designación y nombre
Designado provisionalmente como 2012 HK53.

## Características orbitales
2012 HK53 está situado a una distancia media del Sol de 3,155 ua, pudiendo alejarse hasta 3,389 ua y acercarse hasta 2,920 ua. Su excentricidad es 0,074 y la inclinación orbital 13,36 grados. Emplea 2046 días en completar una órbita alrededor del Sol.

## Características físicas
La magnitud absoluta de 2012 HK53 es 15,6.